# Landschaftsschutzgebiet Talraum der Kolmecke und der Krähe einschließlich angrenzender Grünlandbereiche

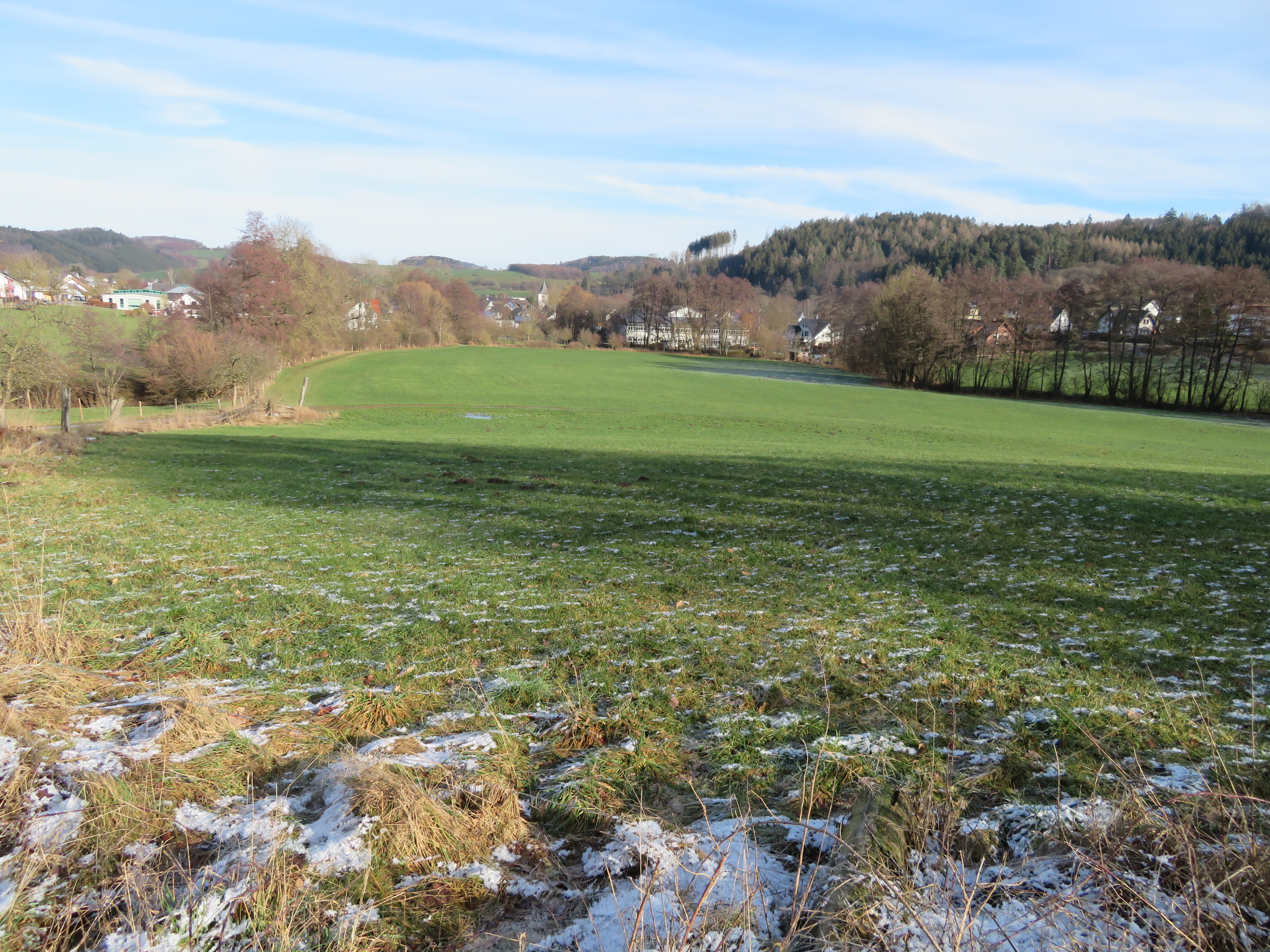
LSG Talraum der Kolmecke und der Krähe einschließlich angrenzender Grünlandbereiche mit Allendorf dahinter

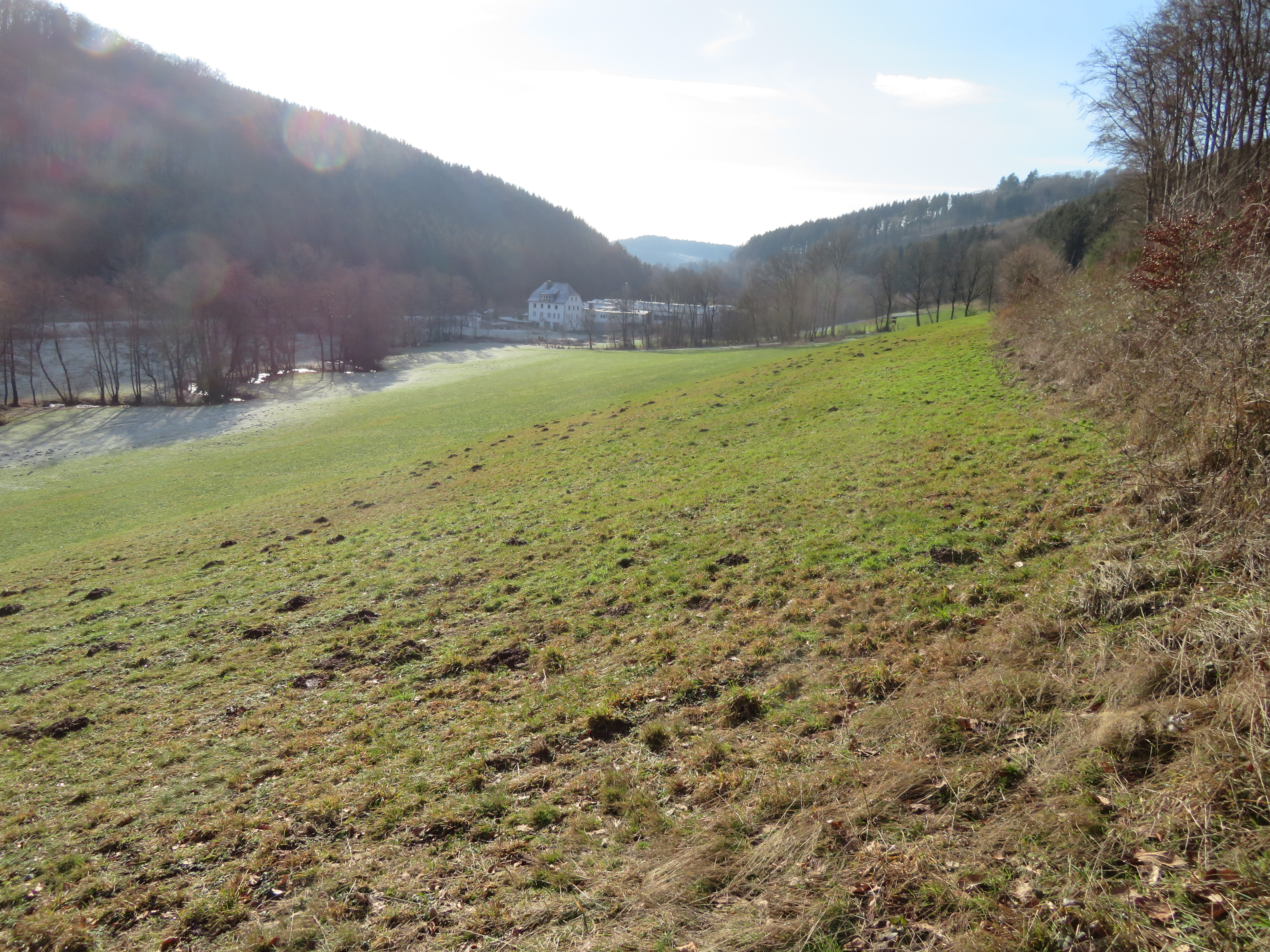
Krähetal westlich Allendorf

Das Landschaftsschutzgebiet Talraum der Kolmecke und der Krähe einschließlich angrenzender Grünlandbereiche mit 69,4 ha Flächengröße liegt südwestlich von Allendorf (Sundern) im Stadtgebiet von Sundern im Hochsauerlandkreis. Es wurde 1993 mit dem Landschaftsplan Sundern durch den Kreistag des Hochsauerlandkreises erstmals mit dem Namen Landschaftsschutzgebiet Talraum der Kolmecke und der Krähe südwestlich von Allendorf einschließlich angrenzender Grünlandbereiche als Landschaftsschutzgebiet (LSG) mit einer Flächengröße von 68,24 ha ausgewiesen. Bei der Neuaufstellung des Landschaftsplaners Sundern wurde es als Landschaftsschutzgebiet vom Typ C, Wiesentäler und bedeutsames Extensivgrünland, erneut ausgewiesen und etwas vergrößert.
Das LSG reicht im Osten bis an den Dorfrand von Allendorf. Die Bebauung des Weilers Hüttebrüchen grenzt teilweise direkt an das Schutzgebiet. Auch ein Industriebetrieb an der Krähe und der Sportplatz von Allendorf grenzen direkt an das LSG. Das Schutzgebiet grenzt meist an das Landschaftsschutzgebiet Sundern. Die Landstraße 682 liegt von Allendorf bis Hüttebrüchen am südlichen Rand des Schutzgebietes und ab Hüttebrüchen teils mittendrin. Durch einen Waldbereich an der Krähe wird das zum Naturpark Sauerland-Rothaargebirge gehörende LSG in zwei Teilflächen geteilt.

## Beschreibung
Das LSG umfasst Grünlandflächen in den mittleren und oberen Tälern der Bäche Kolmecke und Krähe.

## Schutzzweck
Die Ausweisung erfolgte zur Sicherung und Erhaltung der natürlichen Erholungseignung und der Leistungsfähigkeit des Naturhaushaltes gegenüber den vielfältigen zivilisatorischen Ansprüchen an Natur und Landschaft. Das LSG dient der Ergänzung bzw. Pufferzonenfunktion der strenger geschützten Teile dieses Plangebietes durch den Schutz ihrer Umgebung vor Einwirkungen, die den herausragenden Wert dieser Naturschutzgebiete und Schutzobjekte mindern könnten und Sicherung der Kohärenz und Umsetzung des europäischen Schutzgebietssystems Natura 2000.

## Rechtliche Vorschriften
Wie in den anderen Landschaftsschutzgebieten vom Typ C im Stadtgebiet besteht im LSG ein Verbot, Bauwerke zu errichten. Vom Verbot ausgenommen sind Bauvorhaben für Gartenbaubetriebe, Land- und Forstwirtschaft. Die Untere Naturschutzbehörde kann Ausnahme-Genehmigungen für Bauten aller Art erteilen. Wie in den anderen Landschaftsschutzgebieten vom Typ B in Sundern besteht im LSG ein Verbot der Erstaufforstung und Weihnachtsbaum-, Schmuckreisig- und Baumschul-Kulturen anzulegen. Grünland und Grünlandbrachen dürfen nicht in Acker oder andere Nutzungen umgewandelt werden.
Die Pappeln innerhalb des Ufergehölzbestandes der Kolmecke sollen entfernt werden.